# Robert Scott (filolog)
Robert Scott (ur. 26 stycznia 1811, zm. 2 grudnia 1887) – brytyjski filolog i leksykograf, profesor Balliol College Uniwersytetu Oksfordzkim. Wraz z Henrym George’em Liddellem był autorem słownika grecko-angielskiego, standardowego słownika klasycznej greki. Słownik został wydany przez Oxford University Press.